# José María Iraburu
José María Iraburu Larreta (Pamplona, 28 de julio de 1935) es un presbítero diocesano de Pamplona y teólogo español. Mantuvo una polémica teológica con quién en el futuro sería secretario de la Congregación para la Doctrina de la Fe, Luis Ladaria Ferrer, sobre la transmisión del pecado original.

## Biografía
Estudió en la Universidad Pontificia de Salamanca, después en 1972 se doctoró en Roma. Fue ordenado presbítero en Pamplona, el 23 de junio de 1963.
Sus primeros ministerios pastorales fueron en Talca, Chile (entre 1964-1969).
Fue profesor de Teología Espiritual en la Facultad de Teología del Norte de España, Burgos, entre 1973 y 2003, actividad que alternó con la predicación de retiros y ejercicios en España y en Hispanoamérica, sobre todo en Chile, México y Argentina. Por petición del cardenal Marcelo González Martín, junto con el sacerdote José Rivera, fallecido este último en 1991, y cuyo proceso de beatificación está en marcha, inició en Toledo (1983-1986) el Seminario Santa Leocadia para vocaciones de adultos.
Junto con este compañero en el presbiterado escribió Espiritualidad Católica, actual síntesis de espiritualidad católica. Y en 1988 también constituyó la Fundación Gratis Date, además de ser cofundadores con los dos sacerdotes Carmen Bellido y los matrimonios Jaurrieta-Galdiano e Iraburu-Allegue. Colaboró con Radio María desde 2004 con los programas Liturgia de la semana, Dame de beber, Luz y tinieblas y Tiempo de Espiritualidad.
En el año 2009 constituye la Fundación InfoCatólica y asume la tarea de editor del diario, al tiempo que sigue desarrollando sus escritos en el blog Reforma o apostasía del diario InfoCatólica.
Sus ocupaciones en la Archidiócesis de Pamplona actualmente son la de delegado del Apostolado seglar asociado: como consiliario de la Adoración Nocturna Española, delegado diocesano de los Congresos eucarísticos internacionales y capellán de Religiosas Esclavas de Cristo Rey (Burlada).

## Obra
Tiene un extenso catálogo de obras religiosas que van desde la historia, hasta la espiritualidad con el eje común de la teología católica. Esto le ha llevado a tener grandes admiradores por su defensa de la ortodoxia cristiana y la denuncia de la revitalización de las viejas herejías de la Iglesia católica. Como a tener igualmente grandes detractores que ven en él a un sacerdote conservador.
- Iraburu, José María (2006). Las misiones católicas. Pamplona :Fundación Gratis Date. ISBN 84-87903-74-6.
- José Rivera; José María Iraburu (2003). Síntesis de espiritualidad católica. Edibesa,. ISBN 84-8407-350-5.
- Iraburu, José María (2003). Hechos de los apóstoles de América (3ª edición). Pamplona: Fundación Gratis Date. p. 558. ISBN 84-87903-36-3. Archivado desde el original el 15 de octubre de 2014.
- José María Iraburu (2006). Maravillas de Jesús: carmelita descalza santa. Pamplona :Fundación Gratis Date. ISBN 84-87903-59-2.
- José María Iraburu (2003). El martirio de Cristo y de los cristianos. Edibesa. ISBN 84-87903-61-4.
- José María Iraburu (2003). El matrimonio en Cristo. Edibesa. ISBN 84-8407-380-7.
- José María Iraburu (2001). Oraciones de la Iglesia en tiempos de aflicción. Pamplona : Fundación Gratis Date. ISBN 84-87903-45-2.
- Jean Pierre Caussade; José María Iraburu, Beatriz Aguerrea (2000). El abandono en la Divina Providencia. Pamplona : Fundación Gratis Date. ISBN 84-87903-39-8.
- Paul Allard; José María Iraburu (2000). Diez lecciones sobre el martirio. Pamplona : Fundación Gratis Date. ISBN 84-87903-44-4.
- José María Iraburu (2000). Elogio del pudor. Pamplona : Fundación Gratis Date. ISBN 84-87903-42-8.
- José María Iraburu (1999). Por obra del Espíritu Santo. Pamplona : Fundación Gratis Date. ISBN 84-87903-38-X.
- José María Iraburu (1999). La adoración eucarística nocturna: a los 150 años de la fundación de la Adoración Nocturna (París 1848) y a los 100 años de su inicio en Navarra (Los Arcos 1899). Pamplona : Fundación Gratis Date. ISBN 84-87903-35-5.
- José María Iraburu (1998). Evangelio y utopía. Pamplona : Fundación Gratis Date. ISBN 84-87903-28-2.
- Charles Sylvain; José María Iraburu (1998). Hermann Cohen, apóstol de la eucarístia (1820-1871): vida del fundador de la Adoración Nocturna. Pamplona : Fundación Gratis Date. ISBN 84-87903-30-4.
- José María Iraburu (1997). Causas de la escasez de vocaciones. Pamplona : Fundación Gratis Date. ISBN 84-87903-24-X.
- José María Iraburu (1997). De Cristo o del mundo. Pamplona : Fundación Gratis Date. ISBN 84-87903-26-6.
- José María Iraburu (1996). El matrimonio en Cristo. Pamplona : Fundación Gratis Date. ISBN 84-87903-22-3.
- José María Iraburu (1996). Caminos laicales de perfección. Pamplona : Fundación Gratis Date. ISBN 84-87903-23-1.
- José María Iraburu (1995). Síntesis de la Eucaristía. Pamplona : Fundación Gratis Date. ISBN 84-87903-21-5.
- José María Iraburu (1995). Síntesis de la Eucaristía. Pamplona : Adoración Nocturna Española-Pamplona, D.L. ISBN 84-605-3901-6.
- José María Iraburu (1994). Sacralidad y secularización. Pamplona : Fundación Gratis Date. ISBN 84-87903-13-4.
- José María Iraburu (1994). Lecturas y libros cristianos. Pamplona : Fundación Gratis Date. ISBN 84-87903-14-2.
- José María Iraburu (1990). Síntesis del matrimonio católico. Pamplona : Fundación Gratis Date. ISBN 84-404-8062-8.
- José María Iraburu (1989). El matrimonio católico. Pamplona : Fundación Gratis Date. ISBN 84-404-5563-1.
- José María Iraburu (1988). Teología espiritual: (para uso de los alumnos). Burgos : Aldecoa, D.L. ISBN 84-7009-291-X.
- José Rivera; José María Iraburu (1988). Síntesis de espiritualidad católica. Pamplona : Fundación Gratis Date. ISBN 84-404-2596-1.
- José Rivera; Marcelo González Martín, José María Iraburu (1982). Espiritualidad católica. Madrid : Centro de Estudios de Teología Espiritual. ISBN 84-86103-03-7.
- José María Iraburu (1978). La oración cristiana. Madrid : Edica, D.L. ISBN 84-220-0868-8.
- José Rivera; José María Iraburu (1978). La sagrada liturgía. Burgos : Aldecoa, D. L. ISBN 84-7009-057-7.
- José Rivera (1977). Libertad y gracia. Burgos : Aldecoa, D.L. ISBN 84-7009-040-2.

### Selección de textos
- San Francisco de Javier; (selección) José María Iraburu (2006). Cartas selectas. Pamplona :Fundación Gratis Date. ISBN 84-87903-73-8.